# 第二性
《第二性》（法語：Le Deuxième Sexe）是一部关于存在主义和女性主義的散文，在作者西蒙·波娃41岁时，1949年创作并出版。
整部作品分为上下两卷，被公认为是一部哲学著作。波伏娃选择从存在主义角度出发展开论述。也正因如此，她的这部作品不仅仅是简单地论述了妇女在二战之后的状况，总的来说，这是一部哲学作品，从文学、历史、社会学、生物学、人类学和医学多方面进行丰富地举例和分析，證明女人如何作為「第二性」的根源所在。
整部作品通篇所想传达的理念是没有一个女人的命运是计划好的。排除人类的決定論，对于女性弱势这一事实以及导致这一事实的与生俱来的原因这两点，波伏娃在作品中都加以关注和论述。对于这个问题，波伏娃不仅控诉男人对于女人的歧视、卑鄙甚至有时残忍的所作所为，同时也指出了女人对于自己弱势地位的造成也有不可推卸的责任，波伏娃认为她们被动、屈服、缺乏雄心。作者因此认为女性解放的成功唯有依靠男性与女性的共同的坚定意志才能实现。在波伏娃看来，女性获得解放必须依靠以下两个途径：对于生育与否的自我决定权以及工作。
《第二性》被译成各种语言，全球销量超过几百万册，时至今日，仍是女性主义的“圣经”。

## 散文结构
《第二性》分为上下两卷，上卷分为三部，下卷为四部。
第一卷：引言；第一部，“命运”；第二部，“历史”；第三部，“神话”
第二卷：引言；第一部，“女性形成”；第二部，“处境”；第三部，“生存之辩”；第四部，“走向解放”；总结
书题献给雅克·博斯特。上下两卷各有两句卷首语。第一卷：“一个好的本源创造了秩序、光明和男人，而一个坏的本源创造了混乱、黑暗和女人。”（古希腊最早的唯心主义哲学家毕达哥拉斯）；“所有男人笔下所创造的女性形象都值得商榷，因为他们既是法官也是当事人。”（法国启蒙思想家浦兰·德·拉巴尔）第二卷：“做女人是多么不幸啊！而更糟糕的是女人事实上对这一不幸全然不知。”（存在主义之父，丹麦哲学家索伦·奥贝·基尔克果）；“（女人）既是受害者，也是同谋犯，和所有人一样。”（萨特）

## 第一卷

### 引言
作品开篇从存在主义角度出发进行思考：女人存在是无容置疑的（如同犹太人、黑人或者其他拿来和女人做对比的少数类别），这样一来，女性不死之神话需要重新看待：没有女人是永存不变的，女人的存在也是不明确的。问题在于女人不是某种理所当然和显而易见，而男人，是。女人是他者，是否定（不存在），她们缺乏某些东西。这种（相对于男人而言的）相异性源于一种本质上的倾向：排他意识，根据二分法而推断人事物的意识。更何况女人（与犹太人和黑人相反）同她们的压迫者共同生活，而双方又彼此需要。最后，男人（对于女性的）性别歧视在女性的屈从下不断加重。“如何在依赖中获取独立？”，波伏娃问道。

### 第一部：命运
在讨论导致女人弱势这一现实的原因之前，作者提到了以下习惯被回避讨论的三点并对此加以解释。
第一章：生物学论据
在生物学构成上来看，男性和女性是同等，对称的。对于某些动物来说，例如螳螂，雄性是为雌性服务的。当然对于某些哺乳动物而言，雌性不得不经受妊娠，在力量和独立性上都不如雄性。但是人类不仅仅是一个物种，同样人类是一种文明，在这一文明面前，单纯的生物理论已不足以应付（人类所面对的一切问题）：生物学在女性问题上也只能做出部分有限的解释。
第二章：心理分析学角度
波伏娃从心理分析学角度出发提出两个论点：首先，对于那些一味效仿男人的女人，并不是她要讨论的；第二个论点建立在某些先决条件上，例如父权统治，这使在男人和女人身上产生某种决定论。这一理论与存在主义是相对的，后者认为人可以自发选择自己的命运和价值。宿命论无法解释存在在男性与女性之间的不平等。
第三章：历史唯物主义角度
唯物主义（我们可以将其定义为通过劳动和技术产生历史的途径）在第一部分中最后一个登场，作者对这一论点十分感兴趣。不仅如此，波伏娃深信，妊娠和（比起男性）较小的生理力量不足以成为一个障碍，只要整个社会认同这一点即可。波伏娃通过参考某些文献资料来理解唯物主义这一论点，如恩格斯的《家庭、私有制和国家的起源》，作品认为“女性的历史进程主要依靠技术的发展”。如此，“生产力越高，女性这一问题会愈发凸显。”波伏娃将女性历史分为三个阶段：石器时代，这一时期强调的男女的共性，男女双方各自分担生存的挑战；私有制时期，在这一阶段男性将女性当成奴隶，将她们财产化；资本主义阶段，尽管出现了机器，但对要求男女平等的这一伸张又搁置了。虽然这些解释在波伏娃看来都十分有理有据，但她仍不满足于此。心理分析法只是牵涉到性别歧视，同样的，历史唯物主义只攸关经济。但是，仅凭此就认为私有制和妇女弱势有着必然联系这一想法只能显得武断。波伏娃总结道生物学、心理分析法和历史唯物主义将某些问题在一定程度上做了阐述，但并不足以解释女性现状。因此，我们不得不通过存在主义对这一问题进行进一步解释。

### 第二部：历史
这一部分，通过历史来研究男女之间的关系，虽然论据仅限西方，但整部作品仍能做到放诸四海而皆准。
I. 首先，作者就提出疑问，是什么导致男女不平等？为解释这个问题，作者追溯到史前。作者自问为何母性导致女性变得弱势，而非相反。在这一问题上，作者发现人种学提出过太多相互矛盾的论述，所以她直接从存在主义角度做出了主观的解释：在分娩和哺乳时，女性回归到了兽性、向内性，而男性，没有这些不可避免的牵绊，可以追逐、创造卓越和发展，即摆脱兽性。
II. 自史前，权利就被男人所拥有。即使女性拥有积极的价值，如能够生养孩子，她们仍没有得到渴望的命运。男人仍是主导。随着农业的发展以及人类在处理自然危险能力上的增强，女性之间愈来愈分散；她们成了忧心忡忡的男人的被崇拜者，仅此而已，别无其他。渐渐地，女性失去了一切经济角色，而男人将她们推向内，让她们担当繁衍后代的重任，也因此对女性产生某种敬畏，正如人们所看到的基督教对于圣母玛利亚的崇拜。
III.

## 外部連結
- '第二性' (免費的英文全譯本)